# Electrolux
Electrolux AB ist ein schwedischer Konzern im Bereich der Küchengeräte für Haushalt und Gewerbe mit Sitz in Stockholm. Er gehört zur Unternehmensgruppe Wallenberg. Das Unternehmen hatte 2011 einen Umsatz von rund 102 Milliarden Schwedischer Kronen und beschäftigte etwa 53.000 Mitarbeiter.
Marken und Tochtergesellschaften des Konzerns im deutschsprachigen Raum sind neben Electrolux auch AEG und Zanussi. Die Schweizer Niederlassung wiederum ging aus der früheren Therma hervor.

## Geschichte

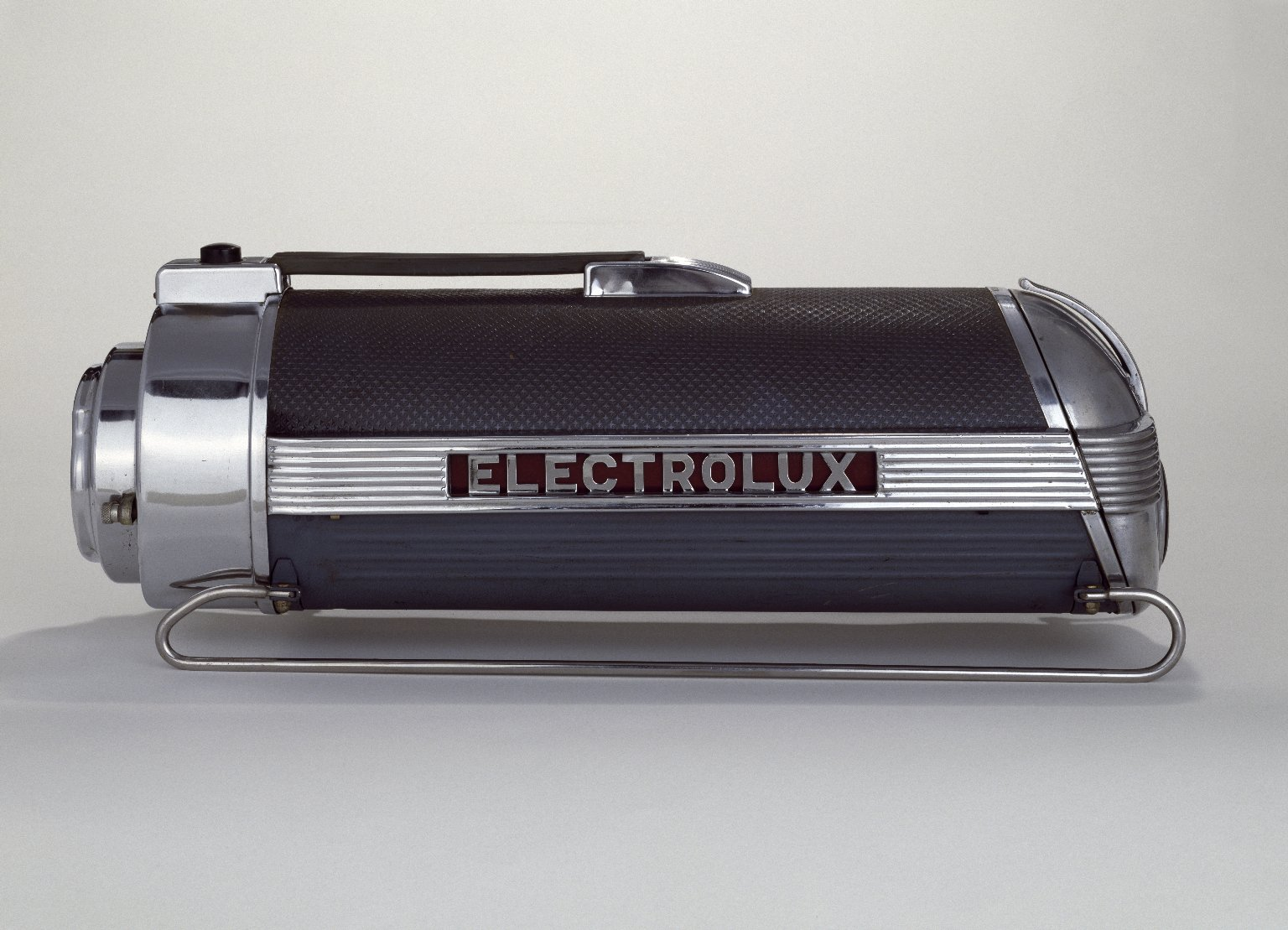
Electrolux Lurelle Guild, Staubsauger, USA, ca. 1937

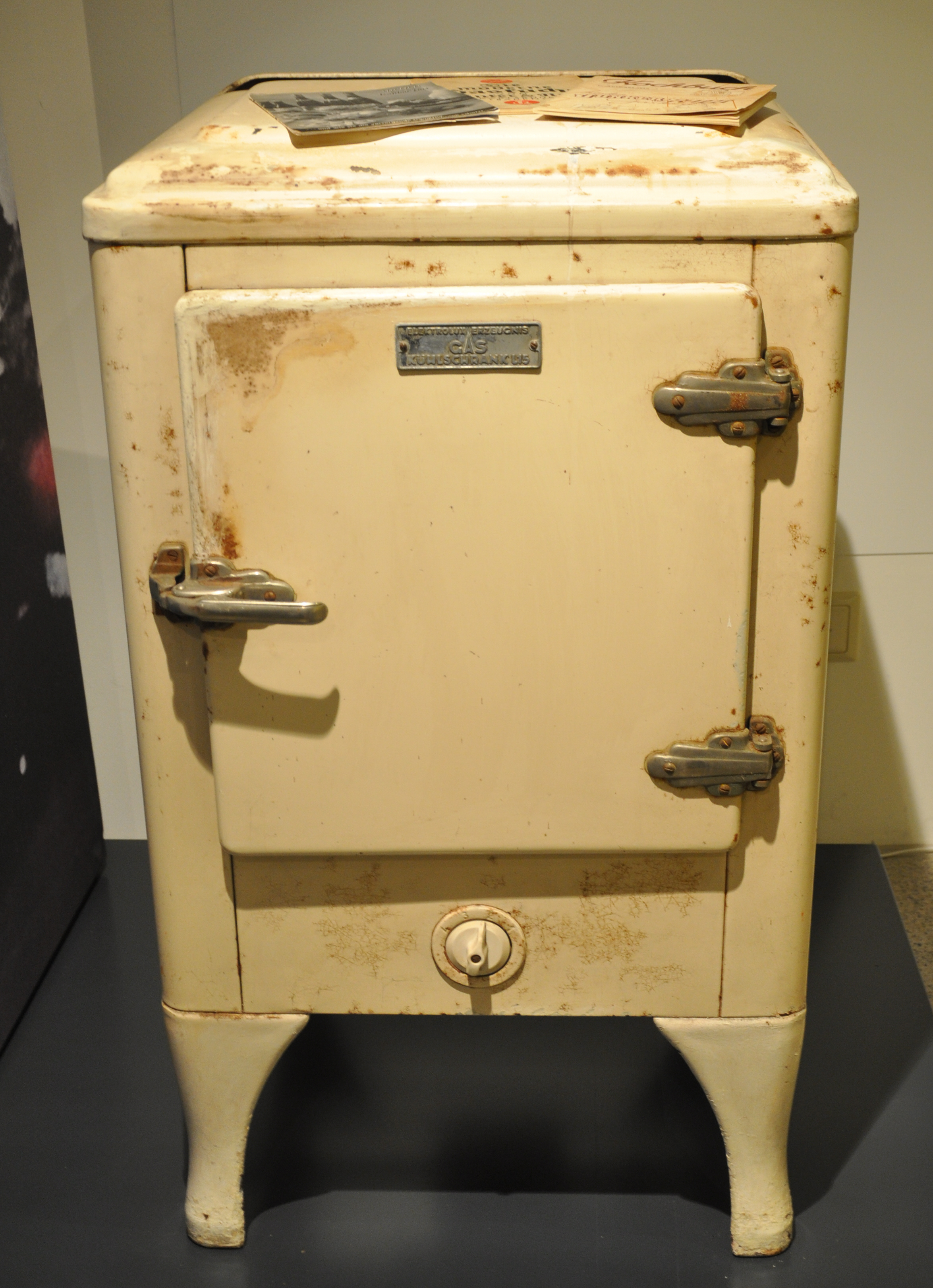
Gaskühlschrank Elektrolux, Deutschland, 1940er Jahre

Electrolux wurde 1910 unter dem Namen Elektromekaniska AB von Axel Leonard Wenner-Gren gegründet und wurde nach der Fusion mit dem Unternehmen Lux AB 1919 in Elektrolux umbenannt. 1913 produzierte das Unternehmen seinen ersten Staubsauger und 1925 den ersten Kühlschrank, der nach einer Idee von Baltzar von Platen und Carl Munters funktionierte. In den folgenden Jahren wuchs das Unternehmen stark. 1957 wurde der Name von Elektrolux in Electrolux geändert.
Das Firmenlogo von Electrolux gestaltete 1961 der Schweizer Künstler Carlo Vivarelli.
In den 1960er Jahren geriet das Unternehmen wie viele andere Hersteller von Haushaltsgeräten in eine Krise. Die neue Unternehmensleitung stellte fest, dass das Unternehmen zu klein sei, um der immer härter werdenden Konkurrenz gewachsen zu sein, und es wurde eine Phase der Diversifizierung und des offensiven Wachstums eingeleitet. Zwischen 1970 und 1979 wurden 59 Unternehmen übernommen, und am Ende dieser Dekade hatte Electrolux Produktionsstätten in 20 Ländern und mehr als 80.000 Angestellte.
In den 1980er Jahren wurde diese Strategie fortgesetzt, z. B. 1981 durch den Erwerb des deutschen Unternehmens Progress oder 1984 des italienischen Unternehmens Zanussi. Gleichzeitig versuchte man, den nordamerikanischen Markt zu erobern, den man Ende der 1960er Jahre aufgegeben hatte. So übernahm man 1986 den Küchengerätehersteller White Consolidated Industries. In den 1990ern begann man sich wieder auf den eigentlichen Kernbereich zu besinnen. 1994 wurden Teile des deutschen Konzerns AEG übernommen, später wurde auch der gleichnamige Markenname erworben. 1998 verkaufte Electrolux den schwedischen Pflughersteller Överum an Kongskilde Industries. Im Jahr 2000 verkaufte Electrolux seine Anteile an der Lux (Deutschland) GmbH an die Lux International AG.
Heute ist Electrolux Marktführer bei Haushaltsgeräten. 2003 kündigte der damalige Konzernchef Hans Stråberg an, die Modellpalette zu reduzieren. Allein in Europa besaß das Unternehmen über 30 Marken, die aus Marketing- und Kostengründen deutlich reduziert werden sollen. Mit der Liquidierung der Quelle GmbH ab Oktober 2009 brach für den Konzern ein wichtiger Großkunde weg. Quelle vertrieb die Geräte des Konzerns unter ihrer Hausmarke Privileg. Im Februar 2012 verkündete das Unternehmen weitreichende Restrukturierungsmaßnahmen, die den Abbau von mehr als 1.000 Mitarbeitern wie auch die Schließung mehrerer Regional- und Länderbüros vorsahen.
Am 8. September 2014 kündigte Electrolux die Übernahme der Haushaltselektrosparte des amerikanischen Mischkonzerns General Electric an. Der Kaufpreis sollte umgerechnet 3,3 Mrd. Dollar betragen.
Im Dezember 2015 teilte General Electric mit, dass die Haushaltselektrosparte nun doch nicht an Electrolux verkauft werde. Stattdessen übernahm die chinesische Haier Electronics Group die Sparte für 5,4 Mrd. US-Dollar.

### Therma
Der Name Therma ist überwiegend in der Schweiz bekannt. Seit 1978 gehört die Therma-Gruppe zum Electrolux-Konzern. Bei Gründung in 1871 umfasste die Fabrikation der Ofenfabrik Sursee Käsekeller-Öfen, Dörrapparate, Futterdämpfer, Öfen, Kochherde, Waschherde, kohlebeheizte Grossküchenherde, Gasherde, Kirchenheizungen, Zentral- und Etagenheizungen. 1923 wurde das Programm auf elektrische Haushalt- und Grossküchenapparate erweitert. Im Jahre 1966 erfolgte der Zusammenschluss der drei Unternehmen Therma AG, Elcalor AG und Surseewerke AG zur Therma Grossküchen AG.
Ab Januar 2005 erfolgte dann die vollständige Überführung der Unternehmung wie auch der Marke Therma in die Electrolux.

### Electrolux in Deutschland
Bereits 1922 gab es ein Vertriebsbüro der Lux GmbH in Berlin. Kurz nach der Gründung der deutschen Elektrolux GmbH wurde 1926 in Berlin-Tempelhof die erste Elektrolux-Fabrik außerhalb Schwedens eröffnet. Zur Produktionspalette zählten Staubsauger, Kühlschränke, elektrische Bohner und Kleinwaschgeräte. In dem Betrieb waren 1936 rund 700 Beschäftigte tätig.
Im Zweiten Weltkrieg unterhielt das Unternehmen ein Zwangsarbeiterlager mit drei Unterkunftsbaracken auf dem Firmengelände. 470 zivilen Zwangsarbeiterinnen und Zwangsarbeiter aus der ehemaligen Sowjetunion mussten für das Unternehmen arbeiten.
Nach dem Zweiten Weltkrieg führte die Demontage und die Berlin-Blockade 1948/49 zur Verlagerung der Staubsauger-Produktion nach Wilhelmshaven. 1957 kam diese Produktionslinie zurück nach Berlin-Tempelhof, wo 1981 noch über 400 Beschäftigte Staubsauger bauten. 1988 endete die Produktion an diesem Standort.
Im Jahr 1960 war der Sitz der Gesellschaft Hamburg, ab 1990 dann Siegen.
Produkte für den Privatkundenbereich werden heute von Nürnberg, Großküchengeräte von Herborn und Wäschereimaschinen von Tübingen aus vertrieben. An den Standorten existieren auch Forschungseinrichtungen.
Neben den eigenen Aktivitäten wurden auch in Deutschland verschiedene Wettbewerber übernommen, darunter 1981 das in Konkurs befindliche Unternehmen Zanker in Tübingen und große Teile des angeschlagenen AEG-Konzerns. Besonders auf dem hart umkämpften Markt der Hausgeräte litten die zugekauften Werke unter enormem Kostendruck. Die Folge waren 2002 die Schließung der AEG-Werke in Herborn und Kassel und ab 2005 die Schließung des Werks für Wasch- und Spülmaschinen in Nürnberg mit 1.750 Beschäftigten bis 2007. Diese Kapazitäten wurden von den Werken in Italien (Porcia und Solaro) und Polen (Oława und Żarów) übernommen. Somit gab es ab März 2007 nur noch ein AEG-Hausgerätewerk in Deutschland, nämlich das in Rothenburg ob der Tauber, in dem Backöfen, Herde und Kochmulden produziert werden. Lokale Gewerkschaftsvertreter riefen zum Boykott aller Produkte des Konzerns auf (Konsumentenboykott). Hintergrund der Werksschließung ist der weiter anhaltende Preisverfall im Bereich der Haushaltsgeräte zumeist mit Geräten aus der Türkei und China. Im Oktober 2009 beschäftigte der Konzern in Deutschland noch etwa 2000 Mitarbeiter, davon 1300 im Werk Rothenburg ob der Tauber.
In Deutschland und Österreich wurde der Vertrieb der Marke Electrolux zum 30. Juni 2013 eingestellt. Hausgeräte werden seitdem ausschließlich unter der Marke AEG verkauft. Damit verschwanden im AEG-Schriftzug auch der zeitweise genutzte Electrolux-Schriftzug und das -Logo. Für gewerbliche Anwendungen wurde der Name Electrolux beibehalten.

## Produkte

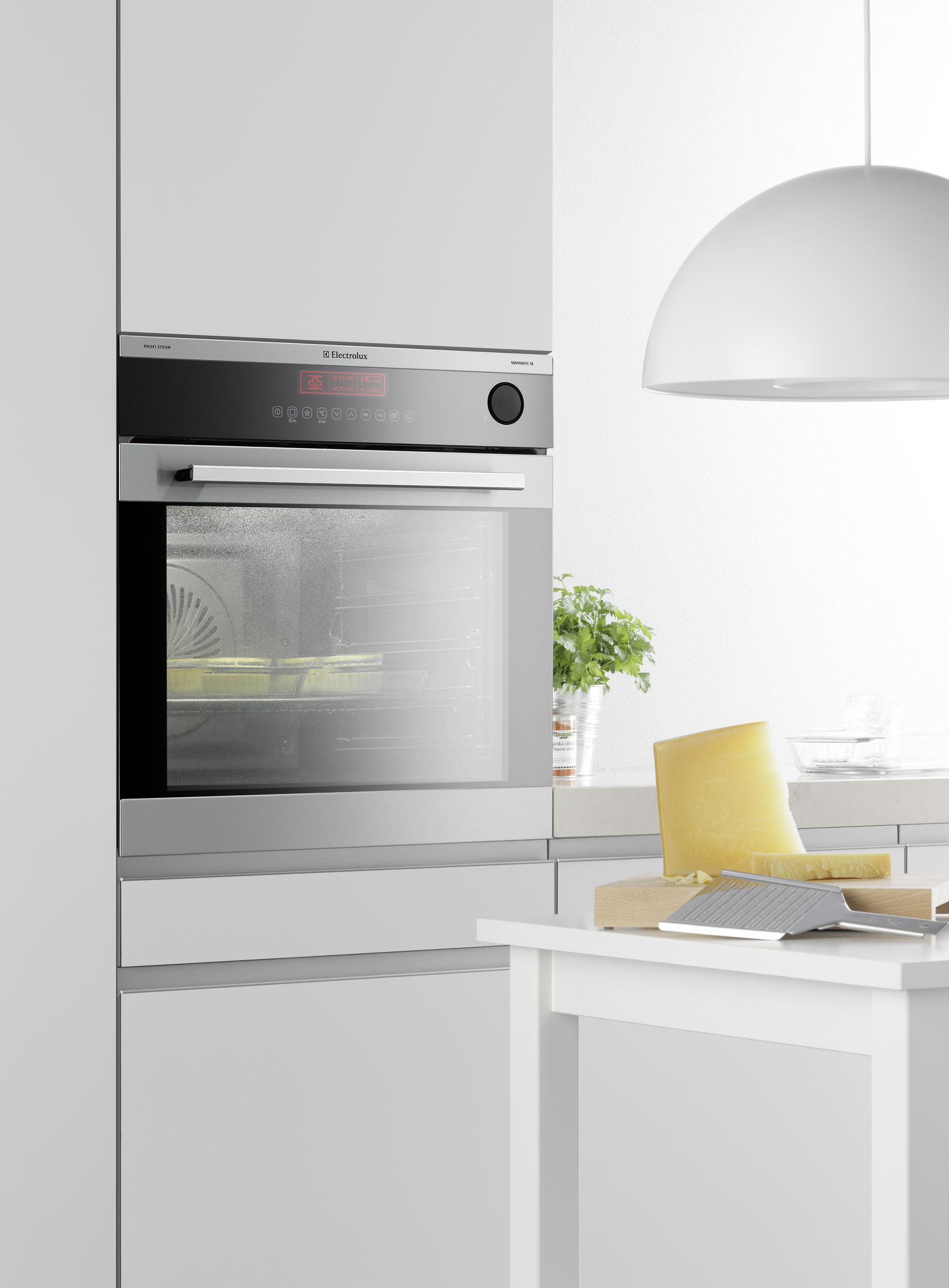
Einbaubackofen von Electrolux

### Hausgeräte
Electrolux vermarktet seine Geräte unter diversen Markennamen und fertigt auch für andere Firmen. Zahlreiche Unternehmen gingen in dem Konzern auf, aber die Marken existieren jedoch auch weiterhin, darunter AEG, Juno, Progress, Zanker und Zanussi und in den USA Frigidaire, Gibson und Kelvinator. Auch einige hochpreisige Geräte bei Ikea stammen von Electrolux.

### Haustechnik
Am 1. Januar 2001 übernahm die Stiebel-Eltron-Gruppe die Electrolux Haustechnik GmbH mit Produkten und der weltweiten Verantwortung für Entwicklung und Vermarktung von Geräten der Marke AEG Haustechnik wie Warmwasserspeicher, Durchlauferhitzer und Fußbodenheizungen.

### Großküchengeräte
Die Großküchensparte Electrolux Professional ist ein wichtiger Anbieter von Großküchengeräten und Marktführer im Premiumbereich weltweit. Die Produkte grenzen sich ab zu den Geräten von Zanussi, die in Italien produziert werden und das untere Preissegment im Konzern abdecken.

### Absorberkühlschränke für Camping und Wohnmobile
Electrolux war praktisch alleiniger europäischer Anbieter für kleine Absorberkühlschränke für Wohnmobile, Wohnwagen und Hotelzimmer. Die Produkte wurden baugleich auch unter dem Namen Dometic verkauft. 2001 verkaufte Electrolux die Marke und stellte die Produktion von Absorbergeräten ein.